# 十字架朝圣地 (科莫)

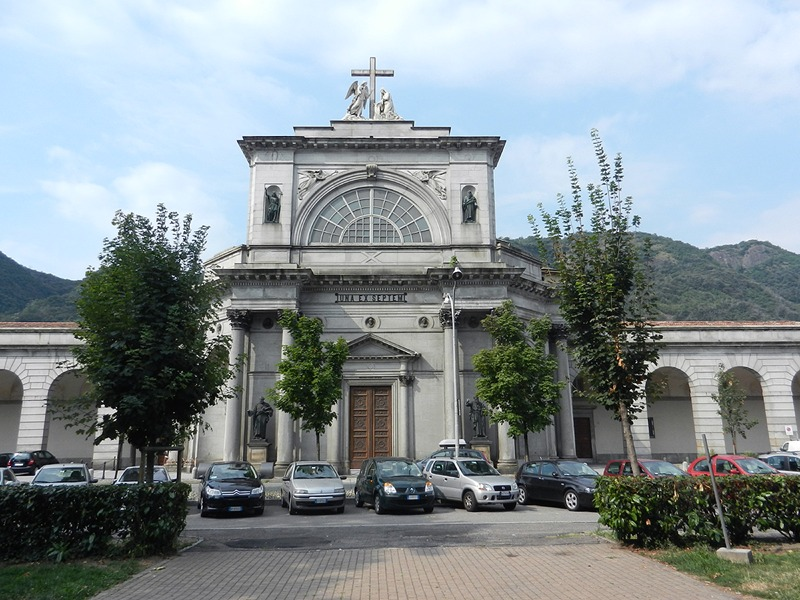

圣十字架及圣母领报朝圣地（意大利语：Santuario del Santissimo Crocifisso dell'Annunciata）是一座天主教朝圣地，位于意大利伦巴第大区的科莫,是该市最重要的礼拜场所之一。堂内有一个木制十字架，据传与 1529 年发生的一个奇迹有关，特别是在圣周期间的游行尤为著名。

## 历史
1236年，此处建立第一座圣母领报小堂。当时此处还是位于城墙外的沼泽，1331年教堂奠基。1401年，当时由瑟勒思定会修士管理的教堂获得了木制十字架，在科莫教区扩大了名声。，圣像沿街游行很快成为圣周四的庆祝的习俗。1529 年3月25日，在一年一度的游行中，携带耶稣受难像的宗教人士，在前往圣巴尔多禄茂堂（Chiesa di San Bartolomeo）的路上，发生了一件奇迹：耶稣受难像冲破了封锁道路的两条锁链。西班牙总督放置两条锁链，是用于保卫这座城市免受法国骑兵的袭击。 1608年，教会正式承认了这件奇迹。 此后，圣像崇拜从科莫省蔓延到提契诺州。
1565年，原建筑严重受损，后重建。新教堂于 1574 年扩建， 改为供奉瑟勒思定会的会祖圣瑟勒思定，他曾在1274年来此建立修道院。
1625年，教堂彻底翻新，立面改为朝向城市。.1654年，修道院遭取缔。在18世纪，随着教友越来越多，于是扩建教堂, 建造新立面（1731年） 和钟楼，内部空间也进行改造。 在19世纪下半叶，建造了今天的立面和拱廊。
1893年，该堂的管理权委托给索玛斯克会（Chierici Somaschi）。 1901年，在庆祝耶稣受难像降临 500 周年之际，该堂由教宗升格为宗座圣殿。

## 建筑

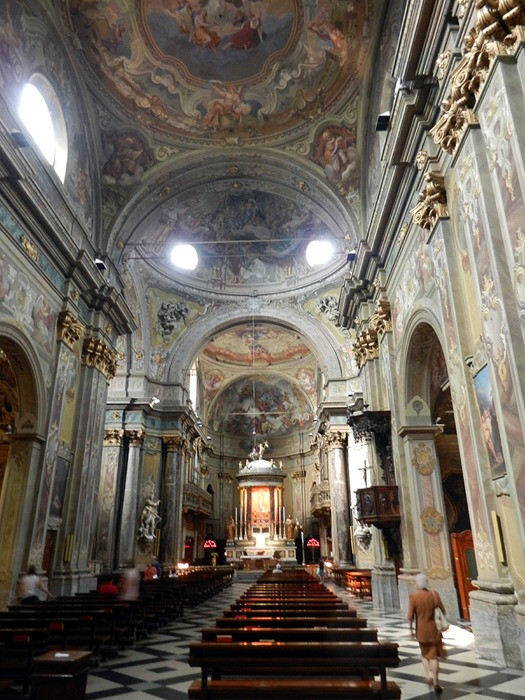
Vista della navata centrale

### 外观
目前的新古典主义立面由路易吉·丰塔纳于1864 年完成。. 1933年，在正门两侧可见两尊代表圣彼得和保罗的大型青铜雕像。. 1761年至1785年间，添加巴洛克风格的钟楼,五个大铜钟则于 1909年铸造并交付给教堂。

## 耶稣受难像

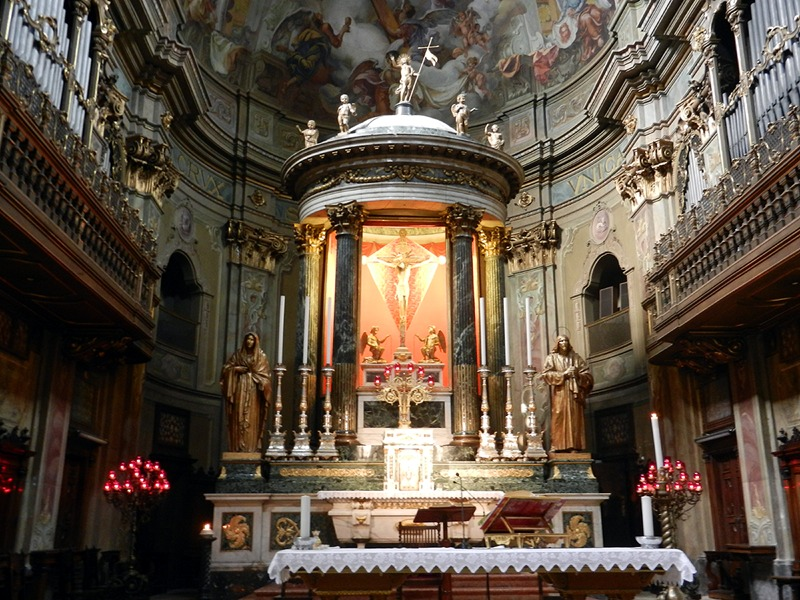

在正祭台的后面，一个新古典主义的小堂内是被教友视为奇迹的耶稣受难像。它高 128 厘米， 用柏木雕刻而成，可能是 14 世纪制造的（但是一些学者将其追溯到 15 世纪）并且几乎可以肯定是来自法国。
每年圣周期间，耶稣受难像沿着科莫的街道游行，该仪式是科莫地区最根深蒂固的虔诚传统之一。由于信徒人数众多，这一事件通常会导致城市街道上的严重交通问题。 在复活节周庆祝活动之际，教堂前的区域，靠近城墙，举办传统集市，有许多摊位，这是非常受科莫市民欢迎的活动。
在二战期间，科莫城市基本上没有受到盟军轰炸，这个奇迹也被归功于耶稣受难像，1943年1月曾举行圣像游行，尽管没有得到教会当局的正式承认。1945年6月17日，米兰总主教伊尔德丰索·舒斯特为耶稣受难像加冕。